# Sœur Thérèse.com
Sœur Thérèse.com est une série télévisée française en 21 épisodes de 90 minutes créée par Michel Blanc et diffusée du 30 septembre 2002 au 16 mai 2011 sur TF1, rediffusée à partir du 20 juin 2012 sur NT1, puis rediffusée sur Chérie 25 à compter du 25 mai 2016.
Au Québec, elle a été diffusée à partir du 1er mai 2006 à Séries+, en Suisse sur TSR1/RTS Un, et en Belgique sur RTL-TVI et La Une.

## Synopsis
Juliette est une ancienne policière surdouée devenue religieuse sous le nom de Sœur Thérèse. Son ex-mari, le lieutenant (puis capitaine) Gérard Bonaventure, fait souvent appel à elle pour l'aider à résoudre des affaires criminelles, ce qu'elle accepte, avec la bénédiction de la Mère supérieure de son couvent, férue de romans policiers.
Bonaventure est généralement assisté par Gabriel, dont chaque visite au couvent est l'occasion pour lui de voir Sœur Clémence, puis après son départ pour l'Afrique, Sœur Florence, dont le charme ne le laisse pas indifférent.
Après le départ de Gabriel, Gérard a un nouveau stagiaire, Brice, qui fait craquer Sœur Suzanne.
Les religieuses doivent par ailleurs faire face à leur propriétaire vénal désireux de récupérer son terrain, Monsieur Roche.
Pour payer les loyers de leur couvent du Moulin du Prieuré, les nonnes fabriquent des couettes en plumes d'oie faites à la main, qu'elles vendent sur leur site www.soeurtherese.com.

## Distribution

### Acteurs principaux
- Dominique Lavanant : Soeur Thérèse (Juliette de son prénom civil)
- Martin Lamotte : Gérard Bonaventure, lieutenant puis capitaine
- Édith Scob : Mère Geneviève, mère supérieure
- Sébastien Knafo : Gabriel Lambert
- Guillaume Delorme : Brice Malory, stagiaire de Gérard Bonaventure (remplace Gabriel à partir de l'épisode Une affaire de coeur)
- Ariane Séguillon : Lucie, compagne de Gérard, ex-femme de Delvaux
- Gérard Caillaud : Mazaud, commandant puis commissaire
- Maria Ducceschi : Soeur Suzanne
- Taïra Borée : Soeur Marie-Myriam
- Marie Denarnaud : Soeur Clémence
- Julie de Bona : Soeur Florence
- Philippe Khorsand : Jacky Roche, propriétaire du couvent
- Christian Pereira : Delvaux, collègue et ennemi de Gérard Bonaventure, ex-mari de Lucie

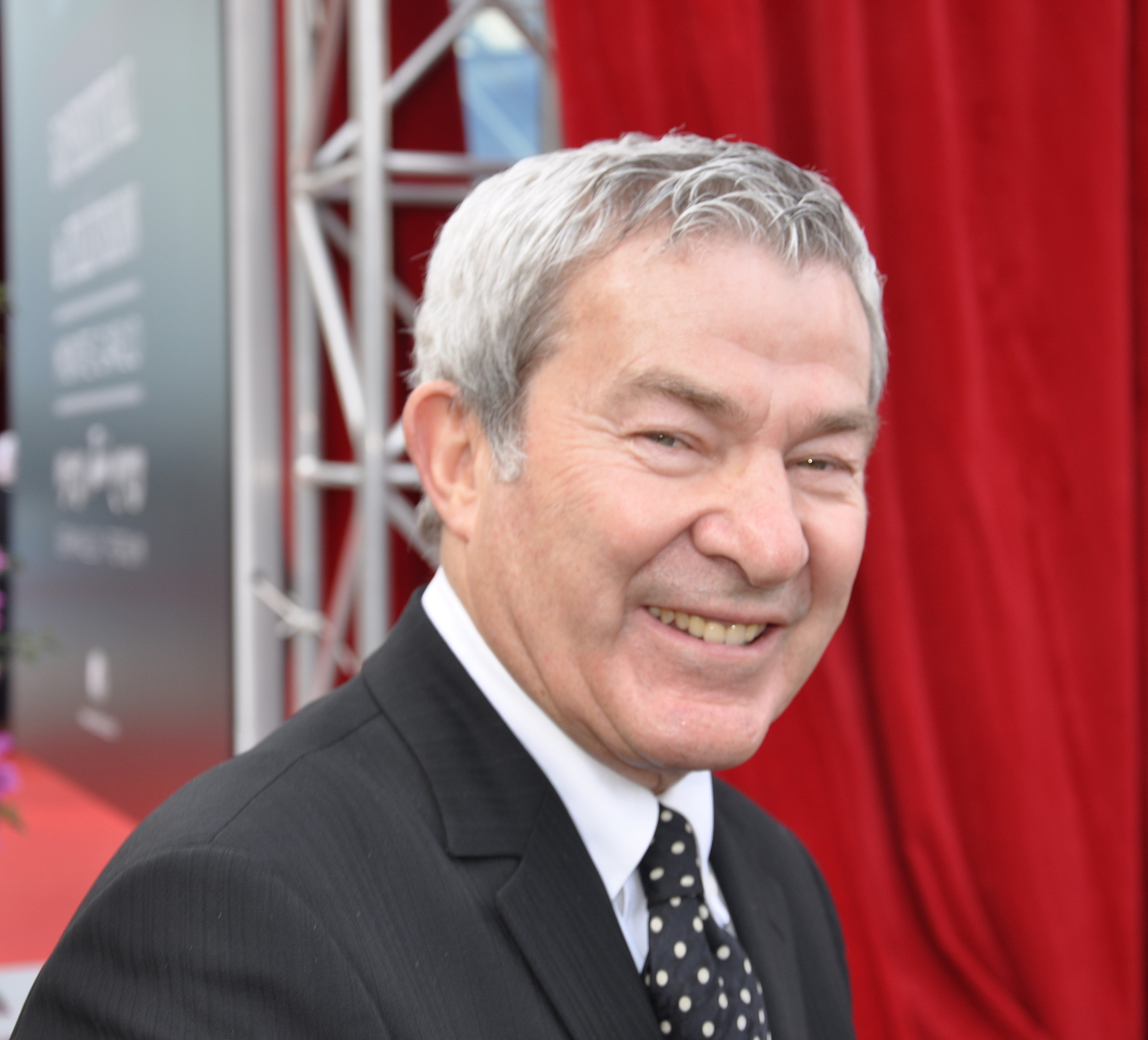
Martin Lamotte (Gérard Bonaventure)
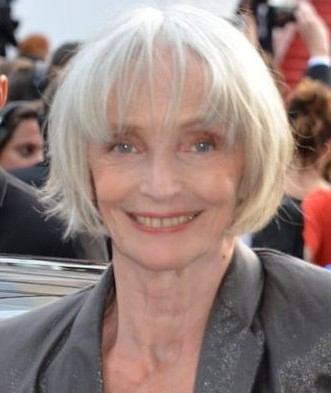
Édith Scob (mère supérieure)
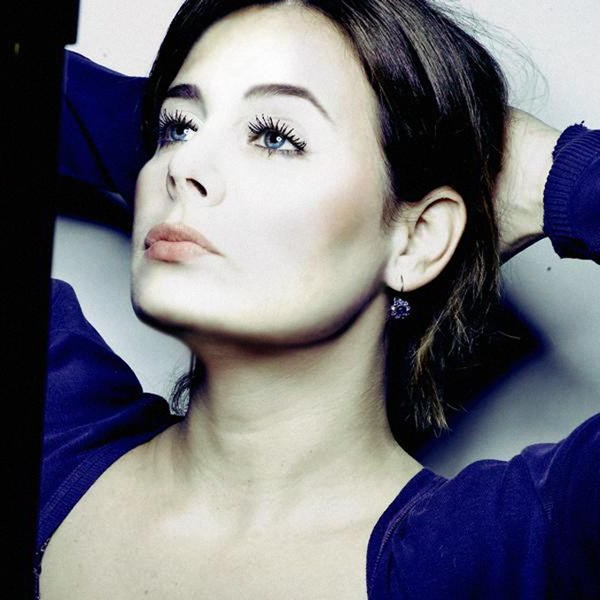
Ariane Séguillon (Lucie)
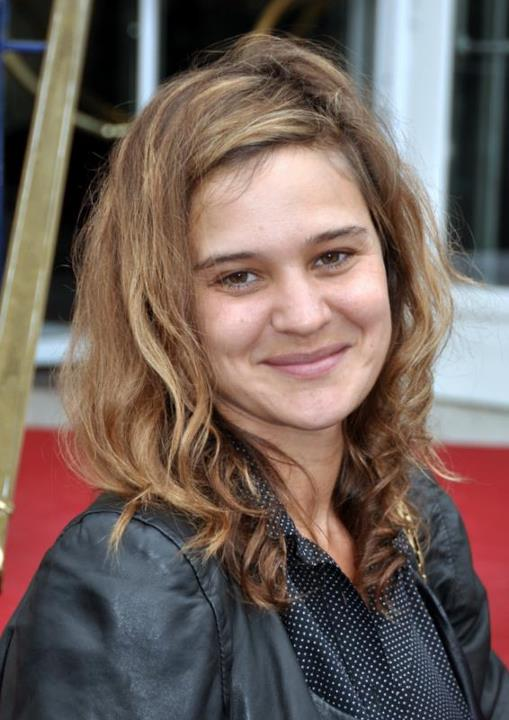
Marie Denarnaud (Soeur Clémence)

### Invités
- Delphine Serina : Héléne Richard (épisode 1)
- André Oumansky : Étienne Valois (épisode 1)
- Michel Vuillermoz : Philippe Valois (épisode 1)
- Fanny Gilles : Christine Bonaventure (épisode 2)
- Xavier Deluc : Capitaine Colin (épisode 3)
- Xavier Lemaître : Bijoutier (épisode 3)
- Gérard Loussine : Alberto Souza (épisode 10)
- Guillaume de Tonquédec : Bertrand Tardy (épisode 10)
- Hélène Surgère : Mère Bernadette (épisode 12)
- Nicolas Vaude : Rémi Couty (épisode 14)
- Pierre Deladonchamps : Martial Zeller (épisode 15)
- Juliet Lemmonier : Garance (épisode 16)
- Francine Bergé : la révérende (épisode 18)
- Marie Béraud : Astrid (épisode 20)
- Lydia Andréï : Marie-Paule Le Guen (épisode 20)
- Jean-Baptiste Anoumon : Benoît Morin (épisode 20)
- Emmanuel Patron : Charles Scarpini (épisode 20)
- Mika Tard : Zouzou (épisode 20)
- Selma Kouchy : Leila (épisode 20)
- Samuel Cahu : Franck (épisode 21)
- Jean-Pierre Durand : Régis (épisode 21)
- Lucien Jean-Baptiste : Moussa Trabendo (Marché conclu), Médecin légiste (Retour de flammes)
- Jean-Paul Muel : Claude Richebourg (Péché de gourmandise)
- Niels Dubost : Antoine Doucet (Péché de gourmandise)
- Sylvie Flepp : Sylviane (Soeurtherese.com)
- Patrick Catalifo : Grégoire Thibaud (Changement de régime)
- Francis Perrin : Alain Carlier (Sang d'encre)
- Julien Cafaro : Gilbert (Marché conclu)
- Patrick Guérineau : Léo Parly (Marché conclu)
- Jacques Hansen : Professeur Tardy (Meurtre en sous-sol)
- Lizzie Brocheré : Inès Martin (Crime d'amour)

## Épisodes

### Saison 1 (2002)
1. Episode 1 : Sœurthérèse.com : Sœur Thérèse, une religieuse férue d'informatique et ancienne policière surdouée, retrouve son ex-mari Gérard Bonaventure le temps d'une enquête sur le meurtre d'un médecin.

### Saison 2 (2003)
1. Episode 2 : Changement de régime : Gérard débarque au couvent en pleine nuit avec sa nièce Christine, victime d'une tentative d'assassinat. En fouillant l'appartement qu'elle partage avec une scientifique, le duo découvre le cadavre d'une femme dans la baignoire.

### Saison 3 (2004)
1. Episode 3 : Jardin secret : Gérard et Juliette enquêtent sur la disparition d'un couple de marginaux qui vivaient dans une caravane.
2. Episode 4 : Retour de flammes : Une femme porte plainte contre Gérard pour viol. Elle est retrouvée morte quelques jours plus tard. Gérard étant écarté de l'affaire, Sœur Thérèse mène l'enquête pour l'innocenter.
3. Episode 5 : Sang d'encre : Après avoir reçu plusieurs menaces ignorées par la police, un homme est assassiné. Son corps a disparu. Seuls des litres de sang sont retrouvés chez lui. Mais quelque chose ne colle pas.

### Saison 4 (2005)
1. Episode 6 : Au nom du père : Un prêtre a été assassiné dans sa propre église. Il s'occupait de réinsérer des toxicomanes. Sœur Thérèse mène l'enquête, intriguée par un étrange mot laissé par l'assassin.
2. Episode 7 : Marché conclu : Alors que Soeur Thérèse vend ses couettes au marché, un meurtre est commis à quelques pas de son stand.

### Saison 5 (2006)
1. Episode 8 : Péché de gourmandise : Un chef cuisinier est retrouvé mort dans la cuisine de son restaurant. La veille, il s'était disputé violemment avec l'un de ses cuisiniers. L'arme du crime est introuvable. Gabriel et Gérard se disputent, et le jeune lieutenant part enquêter seul avec Sœur Thérèse, au grand dam de Gérard.
2. Episode 9 : De main de maître : Un jeune peintre meurt après une dispute avec sa petite amie. Celle-ci s'accuse du crime, persuadée d'avoir perdu la mémoire après l'avoir tué. Mais Sœur Thérèse n'y croit pas.
3. Episode 10 : Meurtre en sous-sol : La chaudière du couvent est en panne. Sœur Suzanne n'a pas d'autre choix que de casser un mur pour pouvoir accéder à la tuyauterie. Derrière, les soeurs découvrent stupéfaites le corps d'une femme momifié. Monsieur Roche, le propriétaire du couvent, se retrouve impliqué dans cette affaire ...
4. Episode 11 : Tombé du ciel : En pleine livraison de couettes, les sœurs s'égarent. Elles s'engagent dans la cour d'une entreprise de transport pour demander leur chemin, quand un homme s'écrase sur le capot de leur voiture. Soeur Thérèse enquête, malgré les réprimandes du père Vernier, un prêtre en visite au couvent.
5. Episode 12 : Une affaire de cœur : Bonaventure relance Sœur Thérèse pour une enquête qui la touche de près : l'agression d'une ex-religieuse devenue avocate laissée pour morte dans sa baignoire.

### Saison 6 (2007)
1. Episode 13 : L’assassin est parmi nous : Cheng, un immigré chinois, vient au couvent demander de l'aide à son amie la mère supérieure. Il vient de découvrir un corps dans l'entreprise ou il travaille comme homme de ménage. Il clame son innocence, mais se révèle peu coopératif.
2. Episode 14 : Thérèse et le voyant : Sœur Thérèse est invitée à débattre à la radio avec Rémi Couty, un voyant. En plein direct, celui-ci à une vision terrible : son ami libraire est en train de se faire assassiner.

### Saison 7 (2008)
1. Episode 15 : Meurtre au grand bain : Le capitaine Bonaventure et Sœur Thérèse enquêtent sur le meurtre d'une jeune et ambitieuse nageuse.
2. Episode 16 : Juliette est de retour : Après une chute, Soeur Thérèse devient amnésique. Alors qu'elle se croit encore mariée avec Gérard, le couvent se fait passer pour une maison de repos et tente de lui faire recouvrer la foi.

### Saison 8 (2009)
1. Episode 17 : Gros lot : En pleine difficulté financière, les soeurs reçoivent un don inattendu de 50 000€ de la part d'un chauffeur de taxi. Il a gagné le gros lot aux jeux d'argent après être passé devant le couvent, mais ne profitera pas de ses gains très longtemps ...
2. Episode 18 : Crime d'amour : Le couvent change de mère supérieure, plus austère et revêche. Le courant passe mal avec les sœurs. En parallèle, Bonaventure, quitté par Lucie, doit en plus s'occuper du meurtre d'un coiffeur renommé.

### Saison 9 (2010)
1. Episode 19 : Pardon ma sœur : Michael Mercier a été retrouvé mort sur son bateau. Un sosie de Sœur Thérèse quitte le bateau. On saura par la suite qu'il s'agit de Monique, la sœur jumelle monozygote de Sœur Thérèse.
2. Episode 20 : Réussir ses rencontres.fr : Branle-bas de combat au couvent. La Mère Supérieure attend l'arrivée imminente d'Astrid sa petite nièce qu'elle n'a pas vue depuis cinq ans. Parallèlement, Benoît Morin, patron de « réussir ses rencontres.fr », célèbre site de rencontres sur Internet, débarque en panique à la PJ afin de signaler une découverte macabre.

### Saison 10 (2011)
1. Episode 21 : Sur le chemin de la vérité : En pèlerinage à Lisieux, Sœur Thérèse tombe sur un cadavre au bord de la route.

## Lieux de tournage
- Extérieur du couvent : Eglise Saint-Julien-le-Pauvre de Paris
- Intérieur du couvent : Abbaye Saint-Vincent de Senlis
- Police judiciaire : 36 quai des Orfèvres

## Commentaires
- Dans sa jeunesse, Dominique Lavanant a réellement passée ses vacances dans un couvent fondé en Angleterre par sa grand-tante, et c'est ce qui a donné l'idée de ce personnage à Michel Blanc.

- Après le tournage de l'épisode 11, Sébastien Knafo quitte la série pour se consacrer au rôle d'un prêtre de campagne, dans la série Père et Maire, où il remplace Daniel Rialet aux côtés de Christian Rauth.

- Chaque épisode se termine sur une variante du même dialogue entre Gérard et Sœur Thérèse, après le refus de cette dernière de collaborer à une nouvelle enquête : "On peut toujours te joindre sur ton site www.soeurtherese.fr ? Point com, Gérard ! Soeurtherese.com !"

Seuls les épisodes 17 et 20 (« Juliette est de retour » et « Réussir ses rencontres.fr ») ne se finissent pas par cette réplique.
- Dominique Lavanant, Martin Lamotte et Philippe Khorsand ont déjà joués ensemble en 1980 dans le film de Claude Zidi, Inspecteur la Bavure et dans la célèbre série de films Les Bronzés.
- Le trio Michel Blanc, Dominique Lavant et Martin Lamotte a également tourné dans plusieurs films, comme Vous n'aurez pas l'Alsace et la Lorraine de Coluche (1977) et Papy fait de la résistance de Jean-Marie Poiré (1983).

- Dans l'épisode 21, l'action se passe entièrement en Normandie.
- La musique italienne entendue lorsque Gabriel et Soeur Clémence (puis Soeur Florence) croisent leurs regards est une composition originale de Charles Court pour la série. Le titre est "Amore Blu" (amour bleu).

### Évolution des personnages principaux
- Le personnage de Monsieur Roche, qui occupait un rôle central dans les deux premiers épisodes, a vu son rôle diminuer par la suite, au point de ne pas apparaître dans certains épisodes. Son interprète, Philippe Khorsand, meurt le 29 janvier 2008.

- Après le départ de Sœur Clémence qui choisit d'accepter une mission humanitaire en Afrique pour s'éloigner des tentations, Gabriel jette son dévolu sur la nouvelle arrivante au couvent, Sœur Florence.

- Dans l'épisode 12, Gérard informe Sœur Thérèse que Gabriel a été muté à Lyon, et remplacé par un « simple » stagiaire, Brice Malory. Si Gérard ne l'apprécie pas beaucoup, ce n'est pas le cas de Lucie qui a fait toutes ses études dans le même village que lui, à Neuvic. Dès sa première visite au couvent, il s'attire immédiatement la "sympathie" de Sœur Suzanne, qui était généralement chargée d'éloigner Gabriel de Soeur Clémence.

- L'épisode « Crime d'amour » a attiré 6 708 000 téléspectateurs.

### Audience et devenir de la série
- La série est diffusée en premier lieu sur TF1.
- La série est rediffusée sur la chaîne internationale francophone TV5 Monde, sur des chaînes de la TNT, en 2012 et 2013 par exemple sur NT1 et sur TV Breizh en 2014.
- Si la série a culminé à 9,9 millions de téléspectateurs en janvier 2004, l'audience est semble-t-il la raison de son arrêt. Les diffusions s'espacent sur les chaînes françaises, réalisant des audiences modestes (environ 6 millions de téléspectateurs).
- Le dernier épisode lors de sa diffusion initiale avait réalisé seulement 17 % de parts de marché chez les ménagères.

## Produits dérivés

### DVD
- Sœur Thérèse.com - Épisodes 1 à 6 (24 octobre 2007) (ASIN B000WE5GQM)